# Gaetano Veneziano
Gaetano Veneziano (* 1656 in Bisceglie (Bari); † 15. Juli 1716 in Neapel) war ein italienischer Komponist und Kapellmeister der sogenannten neapolitanischen Schule.

## Leben und Wirken
Gaetano Veneziano kam im Alter von 10 Jahren nach Neapel in das Conservatorio Santa Maria di Loreto, hier zählte Francesco Provenzale zu seinen Lehrern. 1679 wurde er zweiter Organist der königlichen Kapelle, den Posten des hauptamtlichen Organisten erhielt er 1686. Seine einzig erhaltene Oper Berenice regina degli Argivi wurde 1687 in Apulien aufgeführt, wo er sich mehrere Jahre aufgehalten hatte. 1704 wurde er in Nachfolge von Alessandro Scarlatti Kapellmeister der königlichen Kapelle. Bereits 1707 wurde er von der ab diesem Zeitpunkt regierenden österreichischen Vizekönigin von dieser Aufgabe entbunden. Von 1695 bis zu seinem Tod unterrichtete er am Conservatorio Santa Maria di Loreto. Nach Venezianos Tod übernahm sein Sohn Giovanni Veneziano (1683–1742) diese Stellung. 
Von Veneziano sind neben zwei Opern und wenigen Instrumentalwerken mehrere Oratorien und Kantaten sowie die Messe Exsultet orbis gaudiis bekannt – außerdem weitere geistliche Vokalmusik, die er vielfach Nonnenklöstern widmete.